# Stefan Friedmann
Stefan Andrzej Friedmann (ur. 2 września 1941 w Krakowie) – polski aktor teatralny, filmowy i radiowy, satyryk, prezenter telewizyjny.

## Życiorys
Zainteresował się aktorstwem po obejrzeniu spektaklu Syn pułku wystawianym w Teatrze Bagatela w Krakowie. W 1951, mając dziewięć lat, wystąpił u boku ojca, Mariana Friedmanna, oraz Witolda Sadowego w spektaklu Milionowe jajko wystawianym w Teatrze Nowym w Warszawie. Uczęszczał do VI Liceum Ogólnokształcącego im. Tadeusza Reytana w Warszawie, został jednak wyrzucony ze szkoły po dziewiątej klasie przez złe oceny z matematyki. Maturę zdał w XXXIV Liceum im. gen. Karola Świerczewskiego „Waltera” w Warszawie.
W 1953 wystąpił jako pacholę w słuchowisku Antoniego Malczewskiego Maria (reż. Jerzy Kierst) w Teatrze Poezji Polskiego Radia. Następnie wystąpił w kolejnych słuchowiskach, m.in. jako Staś Tarkowski w dwuczęściowym W pustyni i w puszczy oraz Nemeczek w Chłopcach z Placu Broni, a także w wielu audycjach Błękitna Sztafeta. Zagrał także kolejne role teatralne, m.in. Jędrka w Placówce i syna w Samotności. W 1956 zaczął występować jako Eugeniusz „Gienek” Matysiak w serialu radiowym Matysiakowie, co zapewniło mu rozpoznawalność w Polsce.
Jako aktor filmowy zadebiutował niewielką rolą w Godzinach nadziei (1955). Do końca lat 50. zagrał jeszcze kilka ról filmowych, m.in. konika pod kinem w Kaloszach szczęścia (1958) oraz Andrzeja, głównego bohatera Miejsca na ziemi (1959). Brał także udział w zdjęciach próbnych do ekranizacji powieści Kornela Makuszyńskiego Szatan z siódmej klasy. W latach 60. zaczął występować w kabarecie, najpierw udzielał się w Psie Cynickim, a następnie w Kabarecie „Hybrydy” Jana Pietrzaka (z zespołem otrzymał nagrodę podczas Festiwalu Teatrów Studenckich w Stambule za spektakl Czapa, czyli śmierć na raty) i gościnnie w STS-ie (z grupą odbył trasę po ZSRR), a także prowadził kabaret autorów Na Pięterku. Kontynuował także karierę filmową, zagrał m.in. tytułowego bohatera filmu dyplomowego Krzysztofa Zanussiego Holden (1961), Maćka w Rannym w lesie (1963), polskiego partyzanta w Nocy generałów (1966), tytułową rolę w Pavoncello (1967) i plutonowego w Jarzębinie czerwonej (1969). Zagrał także epizodyczne role w serialach: Stawka większa niż życie, Tajemnica zamku Edelsberg i Lalka. Występował również w spektaklach Teatru Telewizji: Żywy trup, Czwórka przyjaciół z ulicy Cichej, Dwunastu, Godzina szczytu i Rewizor, a także w telewizyjnych programach Olgi Lipińskiej: Gallux Show i Studio Gama oraz w programach satyrycznych emitowanych na TVP1: Bajka dla dorosłych i Magic Show (ten został w 1979 wyróżniony Grand Prix Międzynarodowego Konkursu Programów Telewizyjnych w Sopocie). Współpracował też jako aktor z Teatrem Sensacji „Kobra”. W tym okresie podjął również naukę w studium nauczycielskim, w którym uczył się m.in. z Markiem Perepeczką.

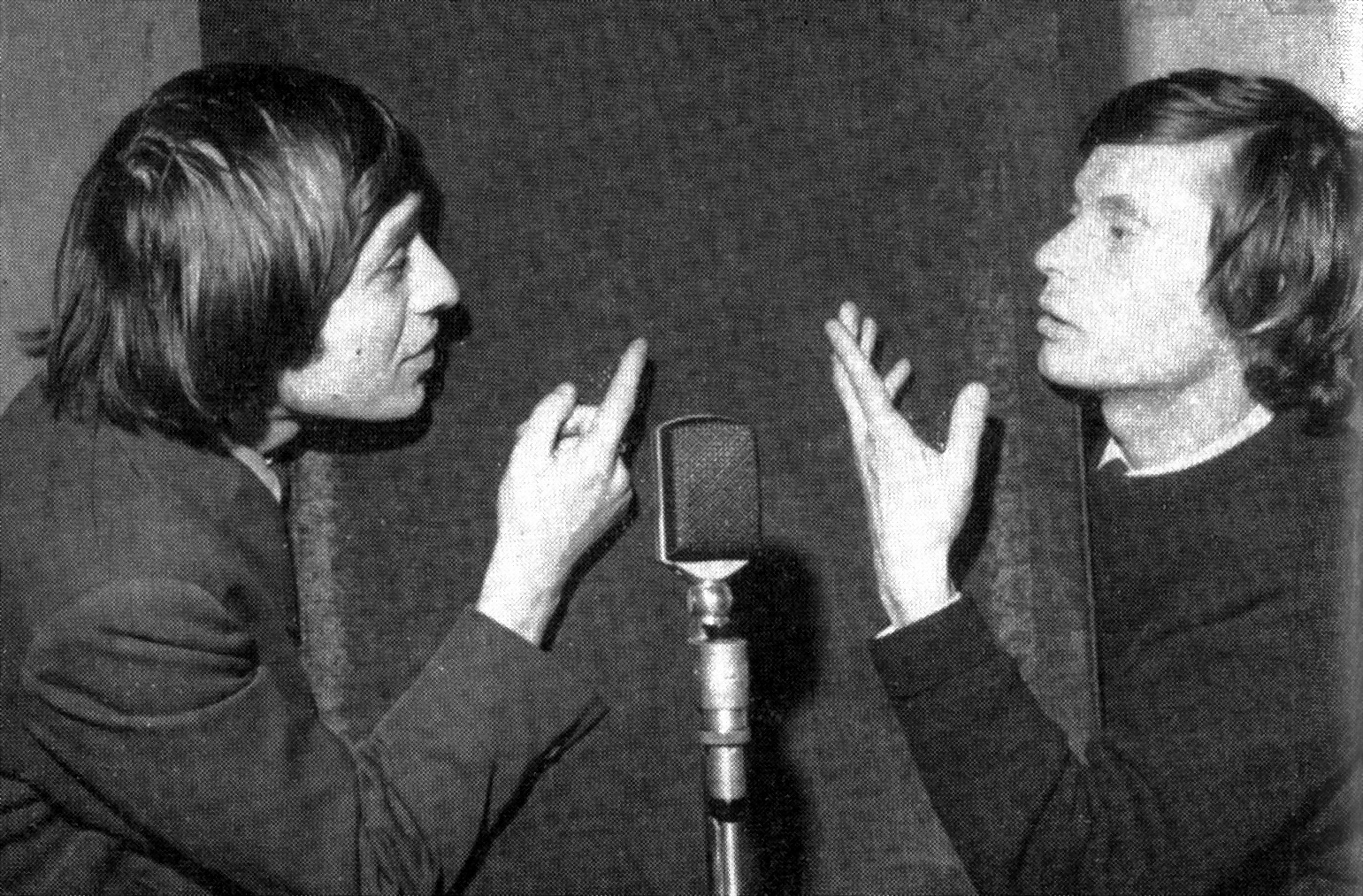
Jonasz Kofta i Stefan Friedmann podczas nagrywania audycji radiowej

W latach 1968–1974 był etatowym aktorem Teatru Współczesnego w Warszawie. Przez siedem sezonów spędzonych w tym teatrze zagrał m.in. w sztukach: Wielki człowiek do małych interesów, Potęga ciemności, Macbett, Po górach, po chmurach i Król jeleń. W 1971 zdał aktorski egzamin eksternistyczny na aktora dramatycznego. Na początku lat 70. wraz z Jonaszem Koftą stworzył radiowy duet satyrycznokomediowy, który tworzył cykle dla Programu Trzeciego Polskiego Radia: Dialogi na cztery nogi (emitowany w magazynie Ilustrowany Tygodnik Rozrywkowy w latach 1970–1974) i Fachowcy (emitowany w Ilustrowanym Magazynie Autorów w latach 1974–1976). Był również lektorem trójkowego cyklu Ahoj przygodo!. Poza tym w latach 70. napisał tekst piosenki „Rosołek”, którą nagrał Jan Ptaszyn Wróblewski i zespół Alibabki, a także utwór „Tango z wodą w ustach” dla Mariana Kociniaka. W 1973 podłożył głos Jerzemu Stuhrowi w filmie Przyjęcie na dziesięć osób plus trzy (1980). Poza tym zagrał Sulisława, sługę Kazimierza Wielkiego, w filmie z 1976 o polskim władcy. Napisał także scenariusz do serialu Między nami Polakami (1977–1980).
Wiosną 1980 wraz z innymi artystami odbył swoją pierwszą trasę po Stanach Zjednoczonych z programem kabaretowo-rewiowym Gwiazdy, których jeszcze nie znacie. W trakcie pobytu USA dorabiał, pracując w ekipie ogrodniczej w Long Island. We wrześniu 1980 przedpremierę miał jego autorski spektakl Fachowcy, czyli po prostu robota. Opera za trzy pięćdziesiąt inspirowany audycją, którą współtworzył z Jonaszem Koftą w latach 70. dla radiowej Trójki. W grudniu 1981 porzucił rolę w Matysiakach w ramach bojkotu mediów publicznych po wprowadzeniu stanu wojennego. W 1983 ukończył kurs gastronomiczny na Stołecznym Uniwersytecie Robotniczym ZSMP w Warszawie i zagrał detektywa Piekarskiego w Szkatułce z Hongkongu. W 1984 napisał scenariusz spektaklu teatralnego Przygody podróżnika Pipsa oraz jego przyjaciół: papugi Terefery i psa Klipsa, który został wyreżyserowany przez Tomasza Grochoczyńskiego i premierowo wystawiony w Teatrze Komedia w Warszawie. W tym okresie premierę w Teatrze Muzycznym w Gdyni miały dwie sztuki, do których współtworzył libretto: Drugie Wejście Smoka, czyli Franek Kimono Story (1984) i Czarna dziura, czyli Gwiezdne Love Story (1985). W 1987 premierę w Teatrze Komedia w Warszawie miała kolejna sztuka autorstwa Friedmanna, W naszym domu straszy. Następnie zagrał tytułową rolę w siedmioodcinkowym serialu TVP Na kłopoty… Bednarski (1988). Po zakończeniu komunizmu w 1989 odbył trasę koncertową po USA i Kanadzie z programem Zmiana warty, który prezentował z Krzysztofem Jaroszyńskim dla tamtejszej Polonii.
W 1991 bezskutecznie kandydował do Sejmu z listy Polskiej Partii Przyjaciół Piwa. Od lat 90. do 2001 prowadził w Programie Trzecim PR autorski magazyn Korek. Współtworzył również audycję ZSYP w Programie Pierwszym Polskiego Radia do końca jej nadawania w 2009. W 1991 wraz z Krzysztofem Jaroszyńskim prezentował humorystyczne quizy dla finalistek wyborów Miss Polski. W 1992 wystąpił z utworem „Cienki Bolek” na 29. Krajowym Festiwalu Piosenki Polskiej w Opolu. W 1994 współprowadził program TVP1 Magazynio z Krzysztofem Jaroszyńskim, z którym napisał również scenariusz serialu Z pianką czy bez (1997) dla Polsatu. Pod koniec lat 90. prowadził telezakupy z TV Marketu w Polsacie. Zaczął także pisać felietony do „Tele Tygodnia” pt. „Krzywym okiem obejrzał Stefan Friedmann”, które w 2006 zostały opublikowane w formie książki; współpracę z czasopismem zakończył w 2019. W latach 2001–2002 prowadził teleturniej Poszukiwacze skarbów na TVP1. W 2003 został odznaczony Krzyżem Kawalerskim Orderu Odrodzenia Polski. W 2007–2008 prowadził program Najgorszy polski kierowca (później przemianowany na Nie-dzielny kierowca), który był emitowany na TV Puls.
W 2008 zadebiutował jako reżyser teatralny, przygotował m.in. spektakle dla Teatru Bajka w Warszawie: Dzikie żądze, Zamknij oczy i myśl o Anglii oraz Seks, metro i mp3. Od 2008 współpracuje jako reżyser w Teatrze Dramatycznym im. Jerzego Szaniawskiego w Płocku, w którym wystawił spektakle: Mayday 1 i 2, Weekend z kochankiem, Kochane pieniążki, Nic nie gra, Szalone nożyczki, Dzikie żądze oraz Zamknij oczy i myśl o Anglii. Od 2012 występuje w roli Bobby’ego Franklyna w spektaklu Mayday (reż. Krystyna Janda) w Och-Teatrze w Warszawie.
Zagrał w teledyskach do utworów: „Będzie dobrze dzieciak” (2000) zespołu Molesta Ewenement, „W aucie” (2008) zespołu TPWC i „Wezmę cię” (2013) grupy Poparzeni Kawą Trzy. Wystąpił w telewizyjnych spotach reklamowych producenta farb Ekonowinka oraz zestawów satelitarnych marki Porion.
W 2011 wydał książkę dla dzieci pt. „Przygody podróżnika Pipsa oraz jego przyjaciół: papugi Terefery i psa Klipsa” inspirowaną spektaklem, do którego scenariusz napisał w latach 80. Udzielił wywiadu Soni Ross na potrzeby jej książki pt. „Tata” (2012). W 2018 dołączył do obsady serialu M jak miłość w roli Józefa Modrego, adoratora Barbary Mostowiak. W maju 2023 nakładem wydawnictwa Prószyński i S-ka wydał książkę autobiograficzną pt. „70 lat mojego dzieciństwa, czyli niech pan powie coś wesołego”.

## Życie prywatne
Syn aktora Mariana Friedmanna (1917–1983) i suflerki Haliny z domu Bialik (1921–2010). Jego przodek ze strony ojca, Szymon Karol Friedmann, był austriackim oficerem, który brał udział w trzecim rozbiorze Polski. Dalsza rodzina jego żony jest spowinowacona z aktorem Cezarym Pazurą.
7 września 1968 ożenił się z Krystyną Wiśniewską. Mieszkają w Łosiu. Mają dwóch synów: Filipa (ur. 1973) i Wojciecha, oraz czterech wnuków: Maxa, Szymona, Aleksa i Karola. Jest ojcem chrzestnym reżysera Jana Holoubka.
Interesuje się piłką nożną. Należał do Reprezentacji Artystów Polskich oraz często grał podczas charytatywnych meczów aktorów przeciwko dziennikarzom.

## Filmografia
- 1955: Godziny nadziei jako chłopak z Zamojszczyzny
- 1956: Warszawska syrena jako Grześ
- 1958: Kalosze szczęścia jako „sierota” – konik pod kinem
- 1959: Miejsce na ziemi jako Andrzej
- 1959: Inspekcja pana Anatola
- 1963: Ranny w lesie jako Maciek
- 1963: Przygoda noworoczna jako podrywacz
- 1964: Pierwszy dzień wolności jako „Tygrys”
- 1965: Zawsze w niedziele jako pracownik fabryki fortepianów (Niedziela Trzecia [nowela kolarska])
- 1965: Podziemny front jako Rysiek, żołnierz AL (odc. 1, 3 i 4)
- 1966: Noc generałów jako polski partyzant
- 1966: Mocne uderzenie jako członek zespołu
- 1966: Bariera jako tramwajarz proszący bohaterkę o pomoc
- 1966: Stawka większa niż życie jako kapral WP (odc. 7)
- 1967: Westerplatte jako żołnierz bez hełmu
- 1967: Pavoncello jako skrzypek Fosca
- 1967: Kiedy miłość była zbrodnią jako więzień
- 1968: Ruchome piaski jako chłopak na łódce
- 1969: Polowanie na muchy jako bywalec klubu
- 1969: Paragon gola jako mechanik w warsztacie Łopotka
- 1969: Jarzębina czerwona jako plutonowy
- 1969: Do przerwy 0:1 jako pracownik warsztatu Łopotka (odc. 5)
- 1970: Krajobraz po bitwie jako Cygan
- 1970: Kolumbowie jako radiotelegrafista Jaś (odc. 3)
- 1971: Milion za Laurę jako gitarzysta występujący w konkursie telewizyjnym
- 1973: Stawiam na Tolka Banana jako zaczepiający Tomka w kawiarni (odc. 5)
- 1973: Nagrody i odznaczenia jako sierżant
- 1974: S.O.S. jako milicjant w atelier Marka (odc. 5)
- 1974: Ile jest życia jako asystent reżysera (odc. 9 i 12)
- 1974, 1976–1977: Czterdziestolatek jako Cywiński, robotnik na budowie
- 1975: Kazimierz Wielki jako Sulisław, sługa Kazimierza Wielkiego
- 1976: Smuga cienia jako marynarz
- 1976: Polskie drogi jako fotograf, członek komórki AK (odc. 6)
- 1976: Motylem jestem, czyli romans 40-latka jako robotnik
- 1977: Sprawa Gorgonowej jako fotoreporter „IKC”
- 1977: Lalka jako Klein, subiekt w sklepie Wokulskiego
- 1978: Co mi zrobisz, jak mnie złapiesz jako pracownik „Pol-Pimu”, znajomy inżyniera Kwaśniewskiego
- 1979: Skradziona kolekcja jako Miecio, członek szajki złodziei znaczków
- 1982: Popielec jako Zwanek
- 1983: Tajemnica starego ogrodu jako Dodek, członek szajki
- 1983: Szkatułka z Hongkongu jako detektyw Piekarski
- 1985: C.K. Dezerterzy jako „fotograf” Kurz
- 1986: Zmiennicy jako docent, mieszkaniec bloku przy Alternatywy 4 (odc. 11, 14, 15)
- 1986: Na kłopoty… Bednarski jako Bednarski
- 1988: Powrót do Polski jako dziennikarz Andrzej Frankowski, reporter „Kuriera Poznańskiego”
- 1993: Czterdziestolatek. 20 lat później jako „przedsiębiorca” Władek, dawny robotnik inżyniera Karwowskiego (odc. 3, 7, 15)
- 1994: Szczur jako organizator konkursu
- 1996: Bar Atlantic jako Diabeł (odc. 2)
- 1998–2007: Klan jako Jan „Kłos” Kłosiński, dziennikarz Radia „Sport i Muzyka”, a potem publicznej „Trójki”
- 1998: Z pianką czy bez jako Grójecki (odc. 8)
- 1999: Kiler-ów 2-óch jako Zbigniew Owczarek, starszy sierżant i przywódca „młodych wilków”
- 2000: Skarb sekretarza jako Helmut, burmistrz Wiehlendorfu
- 2001: Poranek kojota jako reżyser kina akcji
- 2002: Jest sprawa... jako Helmut, burmistrz Wiehlendorfu
- 2003: Rodzinka jako sprzedawca alarmów (odc. 5)
- 2003: Psie serce jako Henio
- 2009: Balladyna jako Mark Lotter
- 2015: Ojciec Mateusz jako Zdzisław Wolski (odc. 161)
- od 2018: M jak miłość jako Józef Modry
- 2019: Czarny mercedes jako fotograf
- 2020: Mały zgon jako ksiądz-proboszcz (odc. 3 i 5)

## Dubbing
- 1972: Agent nr 1 jako Bandos, kolega Iwanowa z czasów szkolnych
- 2003: Gdzie jest Nemo? jako szef ławicy
- 2003: Mój brat niedźwiedź jako Baran 1
- 2005: Mary Poppins jako Bankier
- 2006: Dżungla jako Pingwin, sprawozdawca i komentator sportowy
- 2009: Księżniczka i żaba jako Ray (dialogi)